# NGC 4555
NGC 4555 est une vaste galaxie elliptique située dans la constellation de la Chevelure de Bérénice. Sa vitesse par rapport au fond diffus cosmologique est de 6 945 ± 20 km/s, ce qui correspond à une distance de Hubble de 102,4 ± 7,2 Mpc (∼334 millions d'al). NGC 4555 a été découverte par l'astronome germano-britannique William Herschel en 1785. Cette galaxie a aussi été observée par l'astronome allemand Max Wolf le 23 mars 1903 et elle a été inscrite à l'Index Catalogue sous la cote IC 3545.
Selon la base de données Simbad, NGC 4555 est une galaxie LINER, c'est-à-dire une galaxie dont le noyau présente un spectre d'émission caractérisé par de larges raies d'atomes faiblement ionisés.
À ce jour, une mesure non basée sur le décalage vers le rouge (redshift) donne une distance d'environ 110,000 Mpc (∼359 millions d'al). Cette valeur est tout juste à l'extérieur des valeurs de la distance de Hubble. Notons cependant que c'est avec la valeur moyenne des mesures indépendantes, lorsqu'elles existent, que la base de données NASA/IPAC calcule le diamètre d'une galaxie et qu'en conséquence le diamètre de NGC 4555 pourrait être d'environ 56,8 kpc (∼185 000 al) si on utilisait la distance de Hubble pour le calculer.

## La matière sombre de NGC 4555

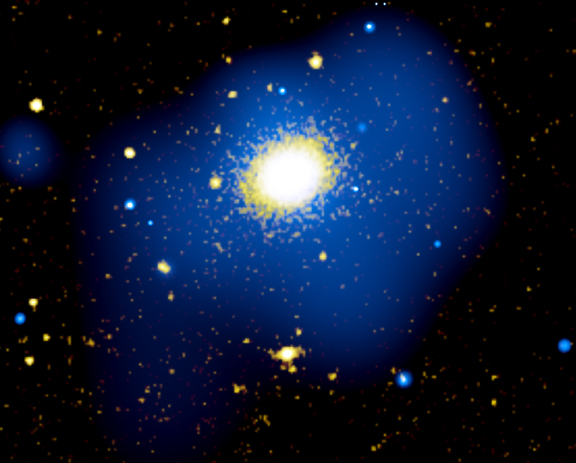
Image composite en rayon X (Chandra) et en lumière visible de NGC 4555.

Les données obtenues dans le domaine des rayons X par le télescope spatial Chandra en 2003 ont révélé que NGC 4555 baigne dans un immense nuage de gaz porté à une température de 10 millions de degrés Celsius. Le diamètre de ce nuage est d'environ 400 000 années-lumière,.
Selon une analyse des données de Chandra publiée en 2004, la quantité de matière sombre présente dans cette galaxie est très élevée, ce qui contraste avec le peu de matière sombre que l'on trouve dans les galaxies elliptiques de moyenne luminosité comme NGC 4555. Les auteurs de cette étude souligne que NGC 4555 est soit une galaxie isolée (galaxie du champ) ou qu'elle est à la bordure d'un petit groupe de galaxies.
Les astronomes ont conclu que la gravité des étoiles de la galaxie est beaucoup trop faible pour maintenir en place la matière de cette énorme enveloppe. Une grande quantité de matière sombre est requise, 10 fois plus que la masse réunie de toutes les étoiles de la galaxie et 300 fois la masse du gaz du gaz du halo,.

## Groupe de NGC 4555
Plusieurs sources indiquent que NGC 4555 est une galaxie du champ, c'est-à-dire qu'elle est gravitationnellement isolée,. Toutefois, selon Abraham Mahtessian, elle fait partie d'un trio de galaxies. NGC 4555 est la galaxie la plus lumineuse de ce groupe de galaxies. Les deux autres galaxies du groupe de NGC 4555 sont NGC 4556 et IC 3582.